# Revue Jules Verne
Die Revue Jules Verne war eine zweimal im Jahr erscheinende, französische Literaturzeitschrift, die vom Centre International Jules-Verne mit Sitz in Amiens bis 2014 herausgegeben wurde. Die seit 1996 erschienene Schrift diente dazu, Studien über das Werk des französischen Schriftstellers Jules Verne in verschiedensten Richtungen zu fördern und bekannt zu geben. Außerdem diente sie den Angehörigen der angeschlossenen Vereinigung als Mitgliederzeitschrift und Publikationsorgan.

## Beschreibung
Gründer der Revue Jules Verne war der Filmregisseur, Schriftsteller und Maler Jean-Paul Dekiss. Vorgänger der Zeitschrift war das Bulletin „J.V.“, das von 1987 bis 1996 in 37 Ausgaben erschien. Die Revue Jules Verne bündelte vorwiegend literaturwissenschaftliche Studien der weltweit führenden Autoren (Vernien) zum Thema Jules Verne. In den einzelnen Ausgaben führt die Redaktion verschiedene Ansätze zu einem thematischen Programm zusammen, das literarische, wissenschaftliche oder künstlerische Aspekte beinhaltet.
Regelmäßig enthielt die Schrift ein Interview mit einer intellektuellen, literarischen oder kulturellen Persönlichkeit, die unter dem Einfluss der Arbeit von Jules Verne stand. Darunter waren Persönlichkeiten wie Julien Gracq, Michel Serres, Michel Butor, Péter Esterházy und Régis Debray. 
Von 2003 bis 2011 wurde die Schrift in Zusammenarbeit mit der Stadt Amiens, der Bibliothek von Amiens und Freunden der Bibliothek von Nantes sowie dem Maison de Jules Verne in Amiens herausgegeben. Mit dem Ende der finanziellen Förderung des Centre International Jules-Verne durch die Stadt Amiens im Mai 2015 endete die aktive Tätigkeit der Vereinigung und somit auch die Veröffentlichung der Zeitschrift, da keine Gelder mehr dafür verfügbar waren.